# Eduard d’Alton
Eduard Graf d’Alton (* 1737 in Grenanstown; † 24. August 1793 in Dünkirchen) war ein irischer General in kaiserlichen Diensten.

## Leben
Eduard Graf d’Alton wurde 1737 in Grenanstown in Irland geboren, sein Bruder war Richard d’Alton. Zunächst wirkte er als Kadett im Infanterie-Regiment Wied (ab 1769 No. 28). Im Folgejahr wurde er zum Offizier und wirkte seit 1759 als Hauptmann im Stabsregiment. In dieser Stellung trat er 1760 in der Schlacht bei Torgau und am 2. Februar 1762 bei Großbardau hervor. In diesem Gefecht besiegte er das gegnerische Freibataillon Labadie, woraufhin er den Kommandanten mit 98 weiteren Soldaten gefangen nahm. 1773 schließlich ernannte man ihn zum Oberst des Regiments Los Rios (ab 1769 No. 9). Außerdem wurde er 1783 Generalmajor und wirkte im Russisch-Österreichischen Türkenkrieg als Kommandant einer Brigade und als Feldmarschallleutnant. Danach wirkte er im Ersten Koalitionskrieg in den Niederlanden, wo er und seine Truppen unter dem Oberkommando des Duke of York and Albany standen.
d’Alton kommandierte Reservekolonne bei der Belagerung von Dünkirchen, beim Sturm auf die Vorstadt Rosenthal fiel d’Alton am 24. August 1793.

## Familie
d’Alton heiratete Mary MacCarthy. Das Paar hatte vier Kinder, darunter:
- Peter (* 18. Mai 1775; † 21. März 1851) ⚭ 1795 Rosalie Barnewall (* 29. September 1771)
- Albert, Major ⚭ N.N.
- Anna (* 1780; † 1845) ⚭ Warren-Hastings Rowland Jackson (* 1744; † 1851), Esq. of Castleview co. Cork[5][6]
- Franziska (Frances Mary Colette) (* 27. Dezember 1783; † 18. Juli 1857) ⚭ 1798 Sir Richard Steele (* 4. August 1775; † 2. August 1850), Baronet of Hampstead[7][8]